# Fucking Åmål
Pour les articles homonymes, voir Show me love.
Pour plus de détails, voir Fiche technique et Distribution.
Fucking Åmål, ou Qui aimes-tu ? au Québec initialement, est un film dano-suédois réalisé par Lukas Moodysson, sorti en 1998.

## Synopsis
Agnès va fêter ses 16 ans. Elle va en cours, vit avec ses parents et son petit frère à Åmål et, surtout, est secrètement amoureuse d'une de ses camarades de classe, Elin. Renfermée sur elle-même, elle n'a dans son entourage qu'une seule amie, handicapée physique, qui après une dispute lui tourne le dos et révèle à qui veut bien l'entendre dans leur école l'homosexualité d'Agnès, alimentant des rumeurs qui avaient déjà cours, la lesbophobie étant la cause de son exclusion sociale.
Elin a 15 ans. Elle vit avec sa mère et sa grande sœur, Jessica. Elle fait partie des filles populaires de son école et a beaucoup de succès avec les garçons. Désabusée de vivre dans une ville où tout ce qui est à la mode est déjà has-been depuis longtemps dans les grandes villes, elle cherche sans cesse de nouveaux moyens de s'amuser et de faire la fête, rêvant secrètement d'une vie plus exaltante.
Au cours d'une soirée où elles s'ennuient, Elin propose à sa sœur de se rendre inopinément à l'anniversaire d'Agnès. Jessica met alors au défi Elin d'embrasser Agnès, ce qu'elle fait avant de quitter précipitamment l'appartement en riant de façon moqueuse. Ressentant à la fois de la culpabilité et des émotions qu'elle ne parvient pas à comprendre, Elin cherche finalement à se rapprocher d'Agnès, délaissant Johan, son petit copain du moment.

## Fiche technique
- Titre original : Fucking Åmål
- Titre québécois : Qui aimes-tu?
- Titre international : Show Me Love
- Réalisation : Lukas Moodysson
- Scénario : Lukas Moodysson
- Photographie : Ulf Brantås
- Montage : Michal Leszczylowski et Bernhard Winkler
- Décors : Heidi Saikkonen et Lina Strand
- Costumes : Maria Swensson
- Production : Lars Jönsson, Peter Aalbæk Jensen et Anna Anthony
- Sociétés de production :
  - Suède : Film i Väst, Memfis Film, SVT Drama, Swedish Filminstitute
  - Danemark : Det Danske Filminstitut, Zentropa productions
- Musique : Per Gessle et Håkan Hellström
- Photographie : Ulf Brantås
- Montage : Michal Leszczylowski et Bernhard Winkler
- Pays de production :  Suède et  Danemark
- Langue originale : suédois
- Format : couleurs - 1,85:1 - 16 mm - Dolby Surround
- Genre : drame, romance
- Durée : 89 minutes (1 h 29)
- Dates de sortie :
  - Suède : 23 octobre 1998
  - France : 7 juin 2000

## Distribution
- Alexandra Dahlström : Elin Olsson
- Rebecca Liljeberg : Agnès Ahlberg
- Erica Carlson : Jessica Olsson
- Mathias Rust : Johan Hult
- Stephan Hörberg : Markus
- Josephin Nyberg : Viktoria
- Ralph Carlsson : Olof Ahlberg
- Maria Hedborg : Karin Ahlberg

## Autour du film
- Le titre fait référence à la ville suédoise d'Åmål où l'histoire se déroule mais où seulement quelques scènes ont été filmées[1]. La majorité des scènes ont en effet été tournées dans la ville toute proche de Trollhättan qui est la ville où sont établis les studios Film i Väst, la société productrice[2].
- Ce film a eu un très grand succès en Suède, son pays d'origine, il a été dit qu'il avait fait plus d'entrées que Titanic ; cependant, il a réalisé 867 576 entrées[3] quand Titanic a atteint les 2 100 000[4].
- Ce film fait partie du top 10 de la liste des cinquante films à voir avant d'avoir 14 ans établie en 2005 par le British Film Institute.
- Fucking Åmål est adapté sur scène en Suisse alémanique en 2005 par le Junges Theater Basel (« Jeune Théâtre de Bâle »), qui a reçu pour cette pièce le prix Kurt Hübner (de) au festival Impulse (en)[5].

## Distinctions
Sauf indication contraire, les informations mentionnées dans cette section peuvent être confirmées par la base de données cinématographiques IMDb,  présente dans la section « Liens externes ».

### Récompenses
- Amandaprisen 1999 : Meilleur film étranger pour Lukas Moodysson
- Atlantic Film Festival 1999 : Meilleur long métrage international pour Lukas Moodysson
- Berlinale 1999 :
  - Teddy Award du meilleur film pour Lukas Moodysson
  - Prix CICAE pour Lukas Moodysson
- British Academy Film Awards 1999 : Trophée Sutherland - mention spéciale pour Lukas Moodysson
- Festival international du film des frères Manaki 1999 : Prix spécial du jury pour Ulf Brantås
- Cinema Jove - Festival international du film de Valence, 1999 : Lune d'or pour Lukas Moodysson
- Festival international du film de Flandre-Gand 1999 : Prix du jury étudiant pour Lukas Moodysson
- Guldbagge Awards 1999 : 
  - Meilleur film pour Lars Jönsson
  - Meilleur réalisateur pour Lukas Moodysson
  - Meilleures actrices pour Alexandra Dahlström et Rebecka Liljeberg
  - Meilleur scénario pour Lukas Moodysson
- Festival international du film de Karlovy Vary 1999 :
  - Prix du public pour Lukas Moodysson
  - Prix Don Quijote Award pour Lukas Moodysson
  - Prix spécial du jury pour Lukas Moodysson
- Festival international du film de Kiev Molodist 1999 :
  - Meilleur court-métrage de fiction pour Lukas Moodysson
  - Prix Prize pour Lukas Moodysson
  - Prix du jury jeune du meilleur long métrage pour Lukas Moodysson
- Festival international du film de Rotterdam 1999 : Prix MovieZone pour Lukas Moodysson

### Nominations
- Amandaprisen, 1999 : Meilleur film nordique pour Lukas Moodysson
- Bodil 2000 : Meilleur film non-américain pour Lukas Moodysson
- Festival international du film de Flandre-Gand 1999 : Grand prix pour Lukas Moodysson
- Festival international du film de Karlovy Vary 1999 : Globe de cristal
- Festival Verzaubert 1999 : Meilleur film pour Lukas Moodysson
- GLAAD Media Awards 2000 : Film remarquable
- Guldbagge Awards 1999 : Meilleur second rôle pour Ralph Carlsson
- Prix du cinéma européen 1999 : Meilleur film pour Lars Jönsson